# Яподи
Яподите (Iapodi, Iapoden, Iapydes, Iapodes, Japodes, Giapidi; на гръцки: "Ιάποδες") са племе, живяло северно от либурните на Адриатическия бряг в Истрия в днешна Хърватия и Босна и Херцеговина. Те са смесен народ от келти, панонци и илирийци с елемент от адриатическите венети.
През 129 пр.н.е. консулът Гай Семпроний Тудицан с легат Децим Юний Брут Калаик имат победоносни боеве против яподите и племената либурни и хистри в Илирия. Консулът получава за победата триумф.